# Euglossa cyanochlora
Euglossa cyanochlora är en biart som beskrevs av Jesus Santiago Moure 1995. Euglossa cyanochlora ingår i släktet Euglossa, tribus orkidébin, och familjen långtungebin. Inga underarter finns listade.